# Lornhão

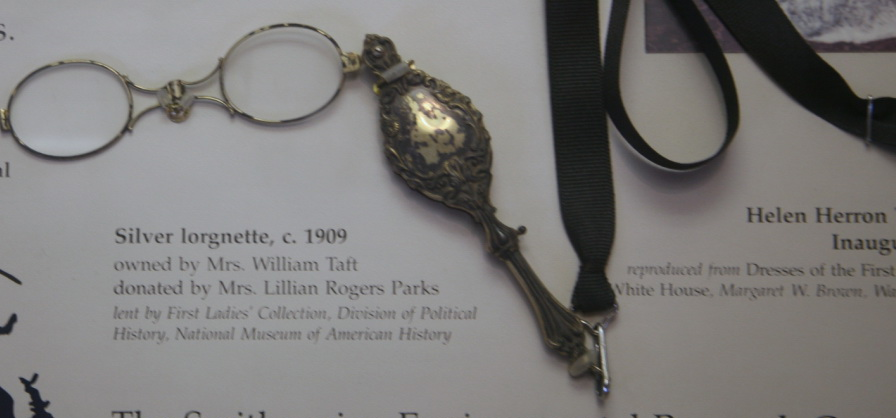
Um lornhão de prata estilizado do começo do século 20.

Um lornhão é um par de óculos com um longo cabo fino lateral usado para posicioná-lo à frente dos olhos, em vez de se ajustar às orelhas ou nariz. Era geralmente usado como uma joia, ao invés de melhorar a visão, por senhoras elegantes que os preferiam aos óculos. Eram muito populares nos bailes de máscaras e frequentemente usados em peças de teatros e operetas no século XIX e início do século XX. A palavra lornhão é derivada do francês lorgnon.
O utensílio, que se popularizou pelo inglês George Adams quando ele projetou um estojo ocular prático para ser carregado no bolso, viria mais tarde a se transformar no que hoje se denomina binóculo de teatro.
(...) A outra abriu a bolsa, tirou o lornhão com que acompanharia as óperas no Teatro Municipal, e acomodou — o por cima do nariz, segurando-lhe a haste dourada. Em seguida tratou de ler a placa por trás da poltrona. — Trecho do livro «Diário da tarde: 1957-1967»